# Spilosmylus laetus
Spilosmylus laetus is een insect uit de familie watergaasvliegen (Osmylidae), die tot de orde netvleugeligen (Neuroptera) behoort. 
Spilosmylus laetus is voor het eerst wetenschappelijk beschreven door Tjeder in 1957. De soort komt voor in Zimbabwe.